# LAZ

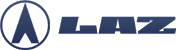
LAZ logo

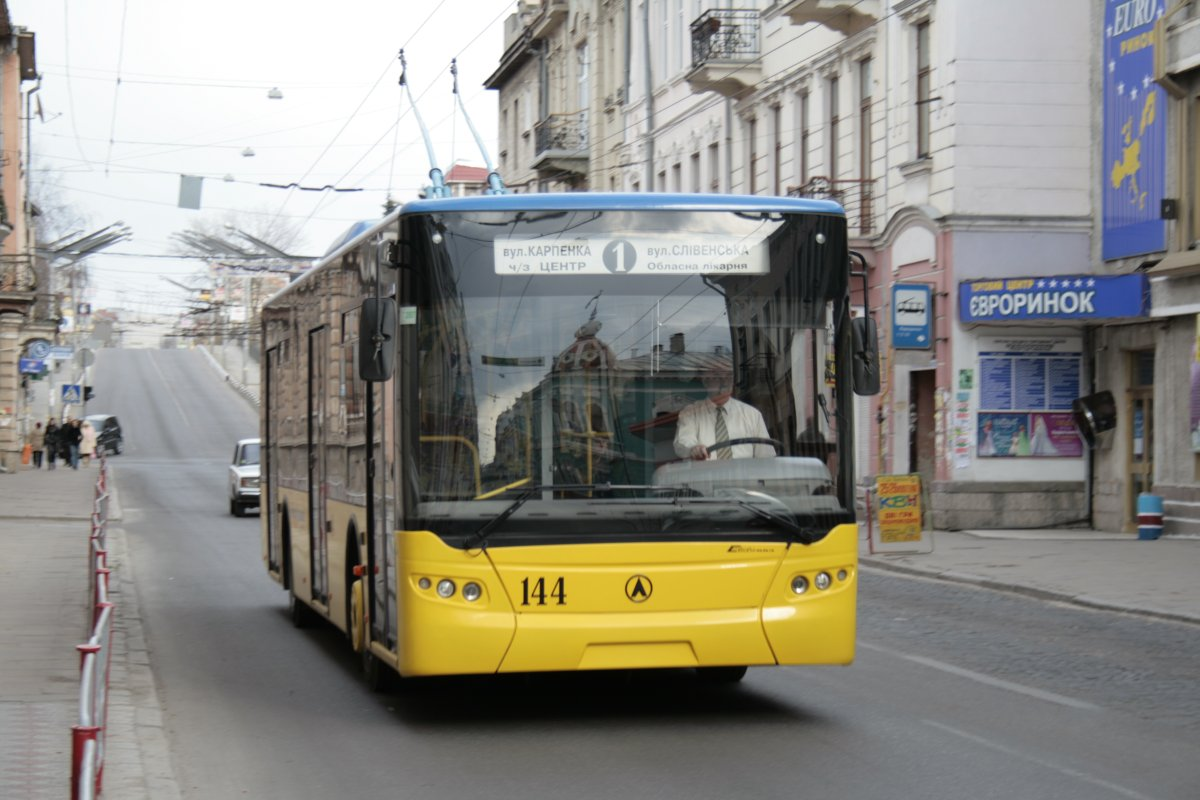
En trådbuss av märket LAZ på en gata i Ternopil.

LAZ, ЛАЗ, var en ukrainsk busstillverkare baserad i staden Lviv i västra delen av landet. LAZ grundades 1945 och var den ledande busstillverkaren i dåvarande Sovjetunionen.[källa behövs] Efter Ukrainas självständighet i början av 1990-talet blev LAZ privatägt. Före nedläggningen tillverkade man bland annat bussar för stadstrafik, landsortstrafik, flygplatser samt trådbussar. Bussarna såldes främst till länderna i Östeuropa. 
Huvudkontoret låg i Kiev.